# Glory 3: Rome
Glory 3: Rome foi um evento de kickboxing promovido pelo Glory, ocorrido em 3 de novembro de 2012 no PalaLottomatica em Roma, Itália. O evento contou com o Torneio Slam de 70 kg do Glory.

## Resultados[1][2]
- Final: Giorgio Petrosyan derrotou Robin van Roosmalen por decisão unânime.
- Superluta: Jordan Watson derrotou Mustapha Haida por decisão unânime.
- Semifinal: Robin van Roosmalen derrotou Sanny Dahlbeck por nocaute técnico (soco no corpo) no terceiro round.
- Semifinal: Giorgio Petrosyan derrotou Davit Kiria por decisão unânime.
- Superluta: Alka Matewa derrotou Marco Re por decisão unânime.
- Quartas de Final: Sanny Dahlbeck derrotou Yoshihiro Sato por nocaute técnico no segundo round.
- Quartas de Final: Robin van Roosmalen derrotou Tim Thomas por nocaute técnico (interrupção do árbitro) no segundo round.
- Quartas de Final: Davit Kiria derrotou Shemsi Beqiri por decisão unânime.
- Quartas de Final: Giorgio Petrosyan derrotou Ky Hollenbeck por nocaute técnico (lesão) no segundo round.
- Luta Reserva: Alessandro Campagna derrotou Fabio Pinca por decisão unânime.
- Luta Reserva: Warren Stevelmans derrotou Dzhabar Askerov por decisão unânime.

## Chave do Torneio Slam de 70 kg do Glory de 2012
|  | Oitavas de Final1    | Oitavas de Final1    | Oitavas de Final1 |  |  | Quartas de Final    | Quartas de Final    | Quartas de Final    |     |                     | Semifinal           | Semifinal         | Semifinal |  |  | Final | Final | Final |
|  |                      |                      |                   |  |  |                     |                     |                     |     |                     |                     |                   |           |  |  |       |       |       |
|  | Giorgio Petrosyan    | Giorgio Petrosyan    | DEC               |  |  |                     |                     |                     |     |                     |                     |                   |           |  |  |       |       |       |
|  | Fabio Pinca          | Fabio Pinca          | 3-0               |  |  | Giorgio Petrosyan   | Giorgio Petrosyan   | TKO                 |     |                     |                     |                   |           |  |  |       |       |       |
|  | Ky Hollenbeck        | Ky Hollenbeck        | TKO               |  |  | Ky Hollenbeck       | Ky Hollenbeck       | R2                  |     |                     |                     |                   |           |  |  |       |       |       |
|  | Michael Corley       | Michael Corley       | R1                |  |  |                     |                     |                     |     | Giorgio Petrosyan   | Giorgio Petrosyan   | DEC               |           |  |  |       |       |       |
|  | Shemsi Beqiri        | Shemsi Beqiri        | DEC               |  |  |                     | Davit Kiria         | Davit Kiria         | 3-0 |                     |                     |                   |           |  |  |       |       |       |
|  | Yoshihiro Sato       | Yoshihiro Sato       | 2-1               |  |  | Shemsi Beqiri       | Shemsi Beqiri       | 3-0                 |     |                     |                     |                   |           |  |  |       |       |       |
|  | Davit Kiria          | Davit Kiria          | DEC               |  |  | Davit Kiria         | Davit Kiria         | DEC                 |     |                     |                     |                   |           |  |  |       |       |       |
|  | Kem Sitsongpeenong   | Kem Sitsongpeenong   | 3-0               |  |  |                     |                     |                     |     |                     | Giorgio Petrosyan   | Giorgio Petrosyan | DEC       |  |  |       |       |       |
|  | Dzhabar Askerov      | Dzhabar Askerov      | 3-0               |  |  |                     | Robin van Roosmalen | Robin van Roosmalen | 3-0 |                     |                     |                   |           |  |  |       |       |       |
|  | Robin van Roosmalen  | Robin van Roosmalen  | DEC               |  |  | Robin van Roosmalen | Robin van Roosmalen | TKO                 |     |                     |                     |                   |           |  |  |       |       |       |
|  | Tim Thomas           | Tim Thomas           | DEC               |  |  | Tim Thomas          | Tim Thomas          | R2                  |     |                     |                     |                   |           |  |  |       |       |       |
|  | Dennis Schneidmiller | Dennis Schneidmiller | 3-0               |  |  |                     |                     |                     |     | Robin van Roosmalen | Robin van Roosmalen | TKO               |           |  |  |       |       |       |
|  | Albert Kraus         | Albert Kraus         | DEC               |  |  |                     | Sanny Dahlbeck      | Sanny Dahlbeck      | R3. |                     |                     |                   |           |  |  |       |       |       |
|  | Mohammed El Mir      | Mohammed El Mir      | 3-0               |  |  | Yoshihiro Sato2     | Yoshihiro Sato2     | R2                  |     |                     |                     |                   |           |  |  |       |       |       |
|  | Sanny Dahlbeck       | Sanny Dahlbeck       | DEC               |  |  | Sanny Dahlbeck      | Sanny Dahlbeck      | TKO                 |     |                     |                     |                   |           |  |  |       |       |       |
|  | Warren Stevelmans    | Warren Stevelmans    | 3-0               |  |  |                     |                     |                     |     |                     |                     |                   |           |  |  |       |       |       |

1 aconteceu no Glory 1: Stockholm.

2 Albert Kraus se retirou do torneio com uma gripe e foi substituído por Yoshihiro Sato.